# Догаев, Владимир Иванович
Владимир Иванович Догаев (1921—1945) — капитан Рабоче-крестьянской Красной Армии, участник Великой Отечественной войны, Герой Советского Союза (1944).

## Биография
Владимир Догаев родился 19 октября 1921 года в селе Дылеевка (ныне — Константиновский район Донецкой области Украины) в семье шахтёра. Окончил среднюю школу. В 1940 году Догаев был призван на службу в Рабоче-крестьянскую Красную армию. В 1942 году он окончил Ворошиловградскую военную авиационную школу пилотов. С ноября того же года — на фронтах Великой Отечественной войны. Участвовал в Сталинградской битве, освобождении Крыма.
К августу 1944 года старший лейтенант Владимир Догаев командовал эскадрильей 622-го штурмового авиаполка, 214-й штурмовой авиадивизии, 15-й воздушной армии, 2-го Прибалтийского фронта. К тому времени он совершил 105 боевых вылетов, в воздушных боях сбил 9 самолётов противника, а также во время штурмовок уничтожил большое количество вражеских складов и боевой техники.
Указом Президиума Верховного Совета СССР от 26 октября 1944 года за «образцовое выполнение боевых заданий командования на фронте борьбы с немецкими захватчиками и проявленные при этом мужество и героизм» старший лейтенант Владимир Догаев был удостоен высокого звания Героя Советского Союза с вручением ордена Ленина и медали «Золотая Звезда» за номером 5271.
25 февраля 1945 года во время бомбардировки в районе населённого пункта Биксты Латвийской ССР самолёт Догаева от взрыва вражеского склада сбило взрывной волной. В результате катастрофы погиб весь экипаж. Догаев был похоронен в городе Добеле.
Был также награждён двумя орденами Красного Знамени, орденами Отечественной войны 2-й степени, Красной Звезды, а также рядом медалей.